# Хладнокръвно
„Хладнокръвно“ е нехудожествен роман на американския писател Труман Капоти, публикуван за първи път през 1966 година. На български език книгата излиза само две години по-късно, което е необичайно за тогавашната издателска практика.

## История
В книгата се разказва за бруталното четворно убийство на семейство Клътър, което се случва през 1959 година в малкото, провинциално градче Холкъм, щат Канзас.
Случаят добива голяма популярност в САЩ, а извършителите още не са заловени, когато Капоти прочита статия във вестника и решава, че ще напише роман за престъплението. Той заминава за Канзас, придружаван от своята приятелка от детинство – писателката Харпър Ли. Двамата разговарят и интервюират всички местни жители, както и разследващите полицаи, като събират хиляди страници с бележки и показания.
Убийците Ричард „Дик“ Хикок и Пери Смит са заловени шест седмици след убийството и по-късно са осъдени на смърт и екзекутирани чрез обесване в щата Канзас. Преди това Труман Капоти успява да проведе множество разговори с тях. Работи по книгата си цели шест години, а американската публика очаква романа с нетърпение. Когато най-накрая е публикуван, той предизвиква фурор. Интересът към събитията и успехът на книгата довеждат до констатиране на дребни фактически несъответствия, които трайно остават като повод за критически забележки.
Хладнокръвно е считан за образец в жанра „документален роман“ и е един от класическите примери за новата журналистика. Счита се и за основополагащ в нов жанр True crime („истинско криминале“). Капоти изпъква със своя динамичен и красив стил, изпълнен с изключителни детайли, както и тройният наратив, който проследява живота на жертвите, убийците и общността на град Холкъм след трагедията. Писателят е обърнал специално внимание върху предисторията и психологията на Ричард Хикок и Пери Смит, както и комплексните и променящи се отношения, които двамата имат по време на престъплението и след него.

## Сюжет
Внимание:  Текстът по-долу разкрива сюжета на произведението (или части от него)!
Хърбърт Клътър е бил богат и преуспяващ фермер в Холкъм, Канзас. Уважаван от своите съграждани, той е бил изтъкнат член на местната църква и районното сдружение на фермерите. Той е от скромен произход и е постигнал всичко сам, винаги щедър и благосклонен към хората, които работят за него. Но като заклет въздържател, единственото което заклеймява в останалите, е консумирането на алкохол. Хърбърт Клътър е имал четири деца. По-големите му дъщери Евиана и Бевърли са се омъжили и живеят в други градове. Във фермата Клътър са останали 15-годишният му син Кениън и 16-годишната му дъщеря Нанси.
Нанси е била най-голямата любимка на общността в Холкъм. Модел за подражание за всички млади момичета в града. Блестяща ученичка, активна участничка в различни дейности на училището и домакиня за пример. Самата ѝ преподавателка по домакинство е казала за нея: „Нанси Клътър винаги бърза, но винаги има време. И това е едно от определенията за истинска дама“.
Съпругата на Хърбърт-Бони Клътър, членка на местния клуб по градинарство, е била деликатна и скромна жена, която никой не е познавал напълно, защото след раждането на четирите си деца, тя изпада в клинична депресия и предпочита да бъде уединена в стаята си. Нейното здравословно състояние не е потвърдено категорично от останалите живи членове на семейството.
Клътърови нямат врагове. Радват се на добро име и одобрение, така че когато в нощта на 14 срещу 15 ноември 1959 година, четиримата са безмилостно избити с пушка в собствения им дом, чиито врати никога не са се заключвали, хората в Холкъм изпадат в шок и параноя, че щом това се е случило на толкова добро и миролюбиво семейство, никой не е застрахован от такава трагедия.
Идеята да се обере фермата Клътър, се заражда у Ричард Юджийн „Дик“ Хикок, който дели килия с Флойд Уелс, бивш работник във фермата, който има смътни спомени за голям сейф в кабинета на Хърбърт Клътър. След излизането си, Хикок решава да направи този удар и за помощ се свързва с друг свой бивш съкилийник – Пери Смит. Самият Капоти споделя, че Хикок е смятал планът си за сигурен, за „перфектният удар“. Информацията на Флойд Уелс обаче, се оказва грешна, тъй като Хърбърт Клътър никога не държи пари кеш в себе си и плаща само с чекове.
След като са пропътували с кола целия щат Канзас, Хикок и Смит стигат фермата в нощта на 14 ноември 1959 година. Те изчакват семейството да заспи, влизат и претърсват къщата, след което откриват, че там няма никакви пари. Въпреки този провал, те са решени да не оставят свидетели и след като спорят помежду си какво да правят, Смит взима нещата в свои ръце. Той прерязва гърлото на Хърбърт Клътър и след това го застрелва с един куршум в главата. Капоти е предал думите му така: „Не исках да наранявам този човек. Беше много приятен джентълмен, говореше тихо. Точно това си мислех до момента, в който му прерязах гърлото.“ Кениън, Нанси и Бони Клътър също са убити с по един изстрел от пушка в главата. Хикок и Смит си тръгват от къщата с едно портативно радио, бинокъл и по-малко от петдесет долара.

## Арест и присъда
След шест седмично криене из САЩ и Мексико, Хикок и Смит са заловени от полицията в Лас Вегас на 30 декември 1959 година. В първоначалните си признания, Пери Смит твърди, че Хикок е застрелял Бони и Нанси Клътър, но след това не подписва официално тези показания и поема вината за всички четири убийства. Като мотивация за своето решение, той изтъква, че му е жал за майката на Ричард Хикок, която била добра жена. Ричард Хикок още от самото начало на признанията си, поддържа теорията, че единствено Смит е извършил убийствата.
Пери Смит има изключително тежко детство. Майка му е чистокръвна индианка от племето чероки, която след развода с бащата на Пери, който я малтретира, взима четирите си деца при себе си. Тя е алкохоличка, която умира, задавяйки се в собственото си повръщано. Докато са още в двайсетте си години братът и една от сестрите на Пери се самоубиват. Смит живее известно време с баща си. По-късно психопрофилът ще определи Пери Смит като страдащ от шизофрения и предразположен към агресия от ранна детска възраст.
Процесът срещу двамата се провежда в Гардън Сити, Канзас от 22 до 29 март 1960 година. Двамата пледират временна невменяемост, но след обстойни лекарски прегледи е доказано, че те са били напълно съзнателни в действията си. На съдебните заседатели са нужни само 45 минути, за да вземат решение и да ги осъдят на смърт.
След като 5 години чакат изпълнението на смъртната си присъда в затвора Лансинг, Канзас, на 14 април 1965 година, двамата са екзекутирани чрез обесване. Хикок е бил екзекутиран първи и след като е висял на въжето 20 минути е бил обявен за мъртъв в 12:41 след полунощ. Смъртта на Смит настъпва в 1:19 часа.
Хикок и Смит са заподозрени в масовото убийство на семейство Уокър, подозрение, което се споменава и в романа Хладнокръвно, но не е доказана пряка връзка между тях и престъплението.

## Филмови адаптации
Първата екранизация на романа „Хладнокръвно“ е от 1967 година . Режисьор и сценарист е Ричард Брукс, с участието на Робърт Блейк, Скот Уилсън и Джон Форсайт. Интересното е, че в него вземат участие Сади Труит и Мъртъл Клер, реални жителки на Холкъм, Канзас, познавали семейство Клътър.
През 1996 година излиза минисериалът „Хладнокръвно“ с участието на Антъни Едуардс, Ерик Робъртс и Сам Нийл.
Факт, известен на обществеността, е че писателят Труман Капоти се сближава изключително много с Пери Смит. Това вдъхновява създаването на филма „Infamous“ (на български „Скандално“) от 2006 година, с участието на Тоби Джоунс, Даниел Крейг и Сандра Бълок.
В разговорите с Капоти, Смит постепенно става изключително откровен за себе си, членовете на своето семейство и трудностите, през които е преминал. Капоти е впечатлен, че този хладнокръвен убиец притежава разностранни таланти, нежна чувствителност, на моменти дори детска наивност. Враждебната среда и негативното отношение на другите са го превърнали в човек, който едновременно има изключително наранено его, но и много висока оценка за себе си, смятайки се за повече от останалите. Тази необикновена комбинация прави Пери Смит много интригуващ за Капоти, чието съчувствие и разбиране към затворника граничат с любовна привързаност, която притеснява близките на писателя.
Самият Труман Капоти никога не е признавал, че отношенията му с Пери са били нещо повече от платонично приятелство. В книгата няма дори и намек за такова нещо. Но режисьорът и сценарист на Infamous – Дъглас МакГрат е извел взаимоотношенията до ръба на публичните съмнения, а и отвъд тях.
В ролята на затворника Пери се превъплъщава Даниел Крейг, а Капоти е изигран от английския актьор Тоби Джоунс, който прави забележителна трансформация и променя гласа си до неузнаваемост. Във филма Капоти е представен като една светска, безгрижна, клюкарстваща персона, която решава да се възползва от статията за убийствата във вестника, за да напише история, за която хората да говорят. Суетата е и маска, и защитен механизъм за писателя, защото когато идва време да остави всички свои пози, за да спечели доверието на Пери Смит се разбира че Труман Капоти далеч не е безгрижен. Неговите лични сътресения на изоставено дете са го превърнали в остроумен и безпардонен. Това понякога му помага да се харесва на хората. Освен армията от нюйорски сноби, Труман успява да спечели благоразположението на различни семейства в Холкъм, Канзас. Писателят е чудесен слушател, увлекателен разказвач на истории, познава всички известни личности на онова време – от Хъмфри Богарт и Франк Синатра до Мерилин Монро. С пикантни истории от техния личен живот, той става желана компания навсякъде.
Уменията му едновременно да се отличава, но и да се вписва в тълпата като един изследовател на човешката природа, не му помагат при сблъсъка с Пери Смит, който всеки ден е в различни крайни състояние – нежност и откровеност или гняв и раздразнителност.
Въпреки това двамата успяват да достигнат един етап на комуникация, в който са напълно себе си, без преструвки.
Филмът показва високата цена, която Труман Капоти плаща за успеха на своя роман Хладнокръвно. Той трябва да чака 6 години, за да се изпълни смъртната присъда и да има достоверен край на книгата си. Но това чакане е мъчително, развива още по-голяма привързаност помежду им, а смъртта на Пери опостушава Капоти и той не написва нищо значително до края на живота си.
Тези противоречиви отношения са акцент и в последната екранизация по романа – Капоти  от 2005 година, която носи награда Оскар за главна мъжка роля на актьора Филип Сиймур Хофман. В тази филмова адаптация интензитетът между Капоти и Смит се загатва и предполага, но без да се стига до реална интимност. Показано е онова измерение на човешката близост, където просто намираш в един човек приятел, опора, надежда, изповедник, някой, който няма да избърза да те осъди. Дълбочината на емоциите може да се предположи единствено по реакциите на Капоти, как му се отразява и го променя цялата ситуация, писането на книгата и доколко му е възможно да бъде пълноценна част от предишния си бляскав живот.